# 妓女的荣耀
《妓女的荣耀》（英文：Whore's Glory）是一部由奧地利导演米歇尔·格拉沃格拍摄的纪录片。米歇尔·格拉沃格走访了泰国、孟加拉和墨西哥的红灯区，记录了当地妓女的生活。纪录片中并没有在道德的角度探讨娼妓问题，而是对比了三个国家迥异的宗教和两性环境，展现了娼妓业中的供需关系，也体现了显示妓女们的真实生活和悲惨经历。